# Tribuno militare
Il tribunus militum (ovvero tribuno dei soldati, era sinonimo di capo della tribus fin dai tempi di Romolo) era un ufficiale dell'esercito romano. Il nome deriva dall'essere stato a capo di una delle antiche tribù, fin dall'epoca regia.

## Storia

### Epoca repubblicana
All'epoca della Roma repubblicana, c'erano sei tribuni per ogni legione. L'autorità era data a due di loro e il comando era a rotazione tra tutti e sei. I tribuni erano nominati dal Senato e per avere questo incarico era sufficiente far parte della classe senatoria.
Inoltre, all'inizio della guerra degli ordini (V-IV secolo a.C.) si ricorreva a tribunus militum consulari potestate (tribuni militari con poteri consolari), per ovviare alle pressioni della parte plebea che spingeva per l'accesso al consolato (carica accessibile solamente ai patrizi), cosa che alla fine ottenne dopo le leggi Licinie-Sestie.
Invece dei soliti due consoli, si eleggevano tra i quattro e i sei tribuni per quell'anno. Nel 366 a.C. i tribuni Licinio Stolone e Sestio Laterano ottennero l'abolizione dei tribuni dalla massima carica dello Stato a favore del consolato, composto da un console patrizio e uno plebeo. Allo stesso modo del senato, pure le assemblee del popolo avevano la possibilità di eleggere un tribuno, il quale prendeva il nome di tribunus militum a populo.
Erano eletti dopo i consoli in numero di 24 (dei quali 14 con cinque anni di servizio e 10 con dieci anni di servizio) al tempo delle guerre pirriche.
Sappiamo da Polibio che a questi ufficiali spettava la sorveglianza su ogni attività che si svolgesse all'interno dell'accampamento. Essi si dividevano tra loro in coppie, che rimanevano in carica, a turno, per due mesi su sei. I due tribuni di turno dovevano provvedere a tutte le necessità che gli si presentavano durante una campagna militare. Sempre secondo lo storico greco, avevano funzioni analoghe i praefecti sociorum.
Sappiamo inoltre che all'alba, i cavalieri romani e tutti i centurioni si presentavano davanti alle tende dei tribuni, dopo che questi si erano in precedenza recati dal console, ricevendo da quest'ultimo gli ordini per la giornata. A questo punto i tribuni, trasmettevano le disposizioni del loro comandante in capo a cavalieri e centurioni, che a loro volta li comunicavano alle truppe. Al fine poi di assicurarsi che la parola d'ordine, durante la notte, venisse trasmessa in modo adeguato all'interno dell'accampamento militare, venivano prima scelti i tesserarii di ciascun manipolo, ai quali il tribuno consegnava, ogni giorno al tramonto, la parola d'ordine, scritta su una tavoletta di legno (tessera). Questa parola d'ordine doveva essere consegnata al comandante del manipolo successivo, il quale, a sua volta, la consegnava a quello del manipolo seguente, fino a che tutti i manipoli ne fossero informati. Gli ultimi a ricevere le tesserae dovevano riportarle ai tribuni, prima che scendesse la notte. Nel caso in cui ne fosse mancata qualcuna, si provvedeva immediatamente ad indagare, ed il responsabile della mancata consegna veniva severamente punito.
Mentre i soldati dovevano obbedire ai tribuni, questi ultimi erano soggetti ai consoli. Il tribuno, e per gli alleati il praefectus sociorum, avevano il potere di infliggere punizioni, di confiscare beni e punire con la fustigazione.
Dopo la riforma mariana dell'esercito romano (I secolo a.C.), che creò i soldati di professione, le legioni furono comandate dal legatus. C'erano sempre sei tribuni per legione: subito sotto il legato c'era il tribuno laticlavio, che era un giovane di estrazione senatoria, e poi, con un rango inferiore, vi erano cinque tribuni angusticlavi, che provenivano dal ceto equestre.

### Epoca alto-imperiale
In epoca imperiale, i tribuni rivestivano il ruolo di ufficiali superiori, come nel caso delle coorti di Vigili (tribunus cohortis vigilum). Un giovane di estrazione senatoria iniziava la sua carriera politica dopo aver ricoperto il tribunato laticlavio (a cui si poteva accedere dopo aver compiuto i venti anni). Per quanto riguarda il tribunato angusticlavio, dall'epoca di Claudio, esso rivestiva il secondo posto nelle militiae equestris o tres militiae, più importante della prefettura di coorte ausiliaria e meno della prefettura d'ala: si trattava del tribunus cohortis milliariae.